# Stichprobe
Als Stichprobe bezeichnet man entweder
- eine Teilmenge einer Grundgesamtheit (Population), die unter bestimmten Gesichtspunkten ausgewählt wurde
- oder eine Multimenge von Realisierungen einer Zufallsvariablen, welche einer Verteilung folgt.

Typischerweise wird die Stichprobe Untersuchungen bzw. Erhebungen unterzogen, deren Ergebnisse etwas über die Grundgesamtheit oder Verteilung, der die Stichprobe entnommen wurde, aussagen sollen.
Eine Stichprobenerhebung (Teilerhebung) als Alternative zur Vollerhebung wird angewandt, wenn die Untersuchung aller Individuen oder Objekte einer Grundgesamtheit nicht praktikabel ist. Das ist bei sehr umfangreichen Grundgesamtheiten der Fall oder dann, wenn die Stichprobenelemente durch die Untersuchung unbrauchbar gemacht werden, wie es vielfach bei der Qualitätsprüfung der Fall ist. Jede Stichprobe ist durch zwei Merkmale gekennzeichnet: ihre Größe (Stichprobenumfang, Stichprobengröße) und das verwendete Auswahlverfahren (Stichprobenart). Soll die Stichprobe repräsentativ für ihre Grundgesamtheit sein, muss das angewandte Auswahlverfahren bestimmte Bedingungen erfüllen und eine Mindeststichprobengröße vorhanden sein. Besondere Bedeutung hat hier die Zufallsstichprobe.

## Etymologie
Das Wort Stichprobe stammt ursprünglich aus der Eisenverhüttung und bezeichnete den Abstich am Hochofen zur Entnahme einer Probe des flüssigen Metalls. Auch die Entnahme von Warenproben bei körnigem Schüttgut (Getreide, Zucker, Kakao, Kaffee, Nüsse etc.) mittels Probenstecher aus der ungeöffneten Transportverpackung (z. B. Jute-Sack) wird im Jargon der Quartiersleute ebenfalls als Stichprobe bezeichnet.

## Auswahlverfahren

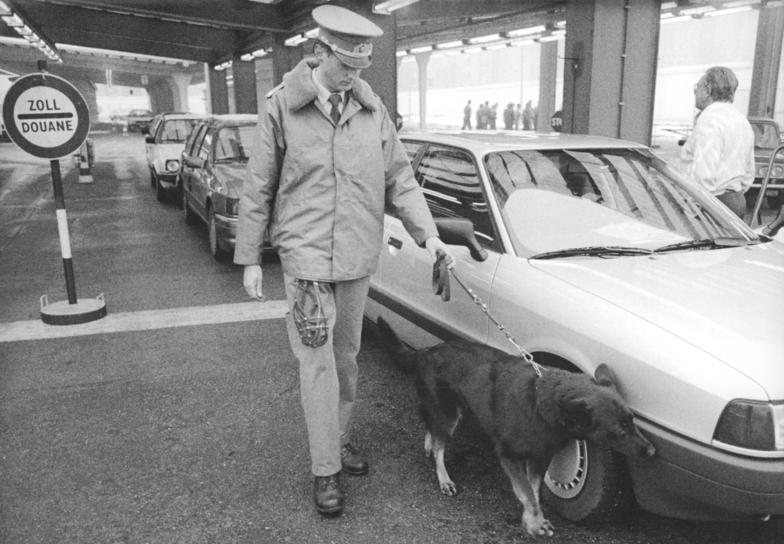
Ein Pkw wird in einer Stichprobe einer Rauschgiftfahndung unterzogen. Von einer Zufallsstichprobe spricht man, wenn z. B. jeder zehnte Wagen überprüft wird und man annimmt, die Wagen kämen in zufälliger Reihenfolge. Eine systematische Auswahl wäre die Überprüfung aller roten Fahrzeuge. Eine willkürliche Auswahl wäre es, wenn der Beamte ohne Kriterien Fahrzeuge auswählt.

Ein Auswahlverfahren bei der Stichprobenauswahl ist die Art und Weise, wie die Elemente der Stichprobe möglichst zweckmäßig ausgewählt werden. Es gibt verschiedene Auswahlverfahren, die nachfolgend beschrieben werden. Stichproben, die nicht durch Zufallsauswahl entstanden sind, werden allgemein als nichtprobabilistische Stichprobe bezeichnet.

### Zufallsauswahl
Eine Zufallsstichprobe ist notwendig, wenn die Stichprobe repräsentativ sein soll, d. h. wenn von ihr nach dem Induktionsprinzip auf die Grundgesamtheit geschlossen werden soll (siehe auch Hochrechnung). Mit Zufallsstichproben wird in Anwendungen der Statistik häufig gearbeitet (etwa in der naturwissenschaftlichen, medizinischen und psychologischen Forschung, bei Qualitätskontrollen oder in der Marktforschung), da es oft nicht möglich ist, die Grundgesamtheit (etwa die Gesamtbevölkerung oder alle Exemplare eines bestimmten Produkts) zu untersuchen.
Nur bei Zufallsauswahlen sind streng genommen die Methoden der induktiven Statistik anwendbar. Die Art der Probenahme hat Einfluss auf die Aussagekraft.
Bei einer Zufallsauswahl (auch Wahrscheinlichkeitsauswahl oder Random Sample genannt) hat jedes Element der Grundgesamtheit eine angebbare (meist die gleiche) Wahrscheinlichkeit, in die Stichprobe zu gelangen (Einschlusswahrscheinlichkeit). Die Kombinatorik kann Anhaltspunkte für sinnvolle Auswahlmethoden geben.
In der Empirie werden mehrere Zufallsstichprobenverfahren unterschieden, zum Beispiel
- einstufige und mehrstufige Verfahren (Stufung)
- geschichtete Zufallsstichprobe (Schichtung)
- Klumpenstichprobe (Klumpung)

In der Meinungsforschung werden die Auskunftgebenden zum Beispiel mit dem Random-Route-Verfahren und dem Schwedenschlüssel ausgewählt. Eine weitere Möglichkeit ist das RLD-Verfahren.

### Bewusste Auswahl
Bei einer systematischen Stichprobenziehung werden bereits bekannte Informationen über die auszuwählenden Fälle genutzt. Die Auswahl erfolgt anhand von Listen und festgelegten Regeln. Mathematisch-statistische Modelle, etwa die Berechnung der Einschlusswahrscheinlichkeit, sind bei bewussten Auswahlen nicht anwendbar. Systematische Auswahlverfahren kommen zum Beispiel im kommerziellen Bereich (Markt- und Meinungsforschung) vor, wenn echte Zufallsstichproben zur Sicherung von Repräsentativität (im Sinne von Bevölkerungsrepräsentativität) zu aufwändig sind. Meist wird dann versucht, die Zusammensetzung der Bevölkerung näherungsweise durch Quotierung zentraler soziodemografischer Merkmale abzubilden (siehe Quotenstichprobe). Sowohl in der akademischen als auch in der kommerziellen Forschung sind Stichproben mit bewusstem Auswahlverfahren aus forschungsökonomischen Gründen häufiger anzutreffen als echte Zufallsstichproben.
In der qualitativen Sozialforschung werden grundsätzlich keine Zufallsstichproben eingesetzt. Alle Stichproben erfolgen nach bewusster (willkürlicher) Auswahl. Das wichtigste Auswahlverfahren für Stichproben in der qualitativen Sozialforschung ist die so genannte Theoretische Stichprobenziehung (Theoretical Sampling), bei der Elemente bewusst gemäß theoretischen Vorüberlegungen in die Stichprobe aufgenommen werden.

### Willkürliche Auswahl
Bei willkürlichen Stichproben werden Elemente aus der Grundgesamtheit (etwa von einem Interviewer) mehr oder weniger willkürlich in die Stichprobe aufgenommen, oft gemäß Praktikabilität. Die Auswahl liegt im Ermessen der Forschenden (der Fragesteller sucht beispielsweise einzelne Passanten aus) oder der Probanden (die Befragten nehmen aus eigenem Antrieb an einer Befragung teil, siehe Selbstselektion). Stichproben mit willkürlichem Auswahlprinzip werden oft gewählt, da sie mit dem geringsten Aufwand und den geringsten Kosten verbunden sind.
Willkürliche Stichproben können im Hinblick auf ihre Vergleichbarkeit mit der Population große Verzerrungen aufweisen. Trotz mangelnder Repräsentativität erbringen auch willkürlichen Stichproben einen Erkenntnisgewinn, solange die Ergebnisse nicht unzulässig generalisiert werden.

#### Beispiele
Beispiel: Als Stichprobe der Studierenden einer Hochschule werden die Teilnehmer einer bestimmten Vorlesung herangezogen. Die Studierenden der konkreten Vorlesung sind jedoch nicht repräsentativ für die Studierendenschaft des Studiengangs oder der entsprechenden Hochschule.
Beispiel 2: Fragesteller suchen sich in einer Fußgängerzone beliebige Passanten heraus, die sie befragen. Bei der Auswahl spielen also persönliche Präferenzen der Fragesteller eine Rolle. Zur Verbesserung der Repräsentativität müssten die Fragesteller die Passanten an einer übersichtlichen Stelle abzählen und jede so-und-so-vielte Person befragen.
Beispiel 3: Das Unternehmen Civey führt Online-Befragungen durch, indem die Besucher einer größeren Anzahl von Internetseiten durch ein eingeblendetes Werbe-Banner aufgefordert werden, an der Umfrage teilzunehmen. Die Teilnehmer suchen sich sozusagen selber aus. Überrepräsentiert sind dann Personen, die am Thema der Umfrage interessiert sind.